# Distributed Proofreaders

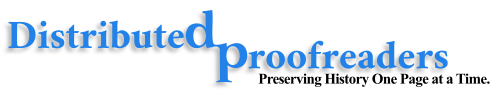
Logo

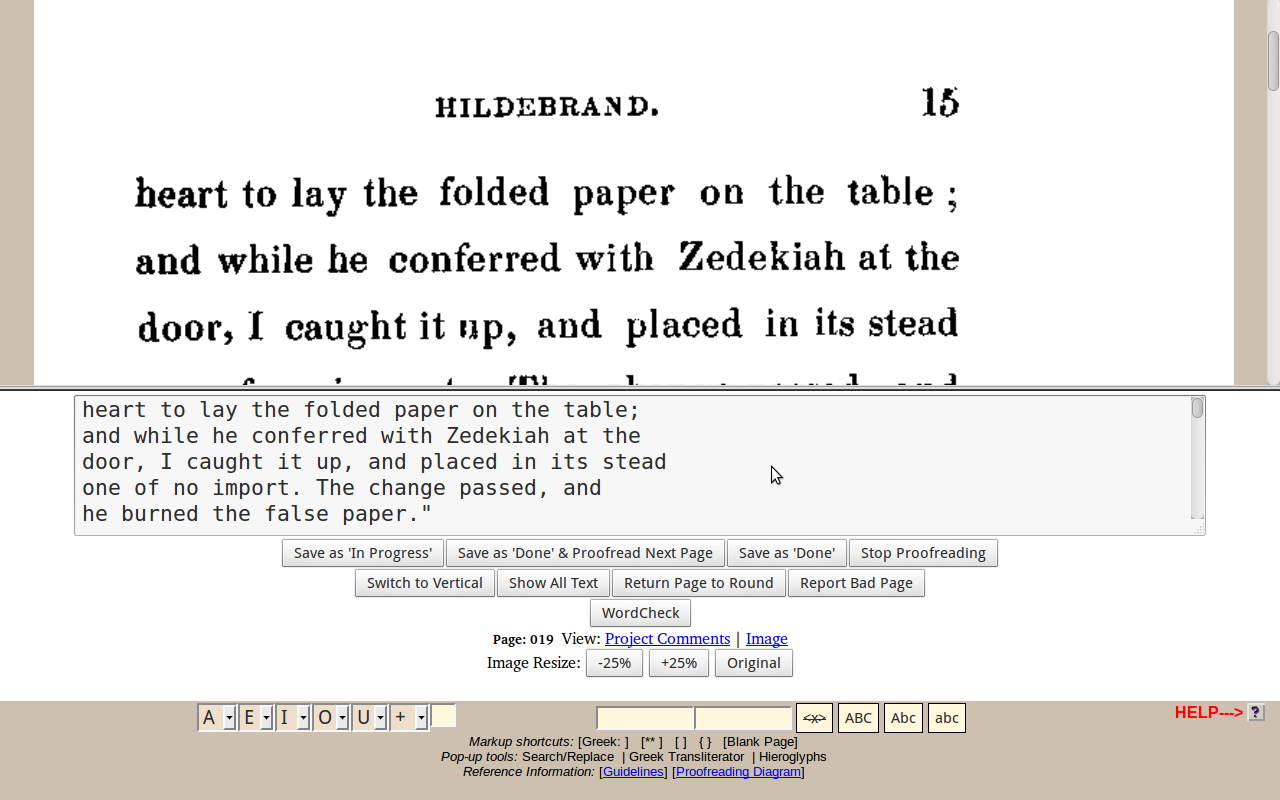
Copie d'écran

Distributed Proofreaders est un projet d'édition électronique fondé en 2000 par Charles Franks pour soutenir la numérisation des livres du domaine public. Conçu à l'origine pour aider le Projet Gutenberg (PG), Distributed Proofreaders (DP) est maintenant la principale source de PG e-books. Tous les relecteurs et administrateurs sont des bénévoles du monde entier. Les livres publiés sont principalement en anglais, mais on trouve également des livres en français, allemand, italien, espagnol, portugais, etc.
Le travail d'édition est facilité par un découpage par pages. Les bénévoles relisent et corrigent une page numérisée (image) dont le texte a été fourni par un logiciel de reconnaissance optique de caractères. Cela permet de comparer facilement le texte proposé avec l'image d'origine, et de procéder aux corrections nécessaires. Les textes sont relus trois fois par des correcteurs différents et sont ensuite mis en forme (marquage des titres, italiques, poésie, etc.) lors des deux tours de formatage.
Une fois ces étapes passées, les projets sont finalisés et envoyés au projet Gutenberg.
Le rythme de numérisation est monté à plus de 10 000 pages par jour. En 2015 30 000 ouvrages ont été numérisés